# 拳王賭至尊
《拳王賭至尊》（英語：Money and Fame；又名《拳賭雙至尊》）是香港無綫電視1991年拍攝的電視連續劇，全劇共20集，監製楊錦泉，主要演員有張衛健、吳剛、江欣燕、歐陽震華等，本劇前往泰國取景。

## 故事大綱
郭浩輝和高健是在泰國長大的好友，浩輝熱衷於賭術，高健則醉心打拳。兩人因生活所迫，逃至香港，途中結識少女白桂芳，芳對浩輝產生情愫。三人寄居高健的姨媽家，表妹林素貞對高健一見傾心。
浩輝在香港賭王張嘯天賭場做事，嘯天的掌上明珠張明，原來就是二人在泰國有一面之緣的夢中情人夏曉雪，浩輝和高健向張明展開追求，捲入家族爭鬥中，浩輝被逼離開香港，後來更憑著對賭術的天分而成為了廣州賭王。倪俊傑為父報仇，設計害死張嘯天。浩輝和高健助張明報仇，一場惡戰即將展開。

## 演員表
- 張衛健 飾 郭浩輝
- 吳　剛 飾 高　健
- 江欣燕 飾 張　明
- 歐陽震華 飾 倪振傑
- 尹元輝 飾 阿Lon
- 溫雙燕 飾 健　母
- 李家鼎 飾 泰拳王
- 陳德興 飾 Charvit
- 元寶 飾 教　練
- 承　恩 飾 賭檔老闆
- 羅　蘭 飾 姑　媽
- 雲大華 飾 拳　友
- 古瑞坤 飾 拳　友
- 李　健 飾 拳　友
- 黃文標 飾 跟　班
- 許志佳 飾 跟　班
- 黃瑋琳 飾 拳　友
- 薛　峻 飾 教練甲
- 夏國榮 飾 阿　德
- 蔡欣樺 飾 寡　婦
- 關秀媚 飾 白桂芳
- 飾 林素貞
- 陳惠瑜 飾 貞　媽
- 譚兆明 飾 大耳窿
- 麥嘉倫 飾 警　察
- 駱應鈞 飾 張嘯海
- 博　君 飾 老千甲
- 陳勉良 飾 荷官甲
- 朱鐵和 飾 馬飛龍
- 梁欽棋 飾 亞　堅
- 潘文柏 飾 阿　威
- 陳均榕 飾 趙　江
- 蕭山仁 飾 吉　叔
- 游　飈 飾 馬手下
- 林家棟 飾 馬手下
- 麥天恩 飾 張嘯天
- 飾 洪　爺
- 何璧堅 飾 三　爺
- 凌　漢 飾 七　爺
- 區　嶽 飾 股　東
- 方　傑 飾 股　東
- 鄧煜榮 飾 股　東
- 應善然 飾 海手下
- 鄭君寧 飾 天手下
- 劉煒全 飾 天手下
- 鄭家生 飾 拳　手
- 田永加 飾 助　教
- 黃成想 飾 健教練
- 羅雪玲 飾 舞小姐
- 羅　莽 飾 雷　豹
- 譚一清 飾 經　理/夜總會經理
- 黃瑋琳 飾 司　儀
- 郭卓樺 飾 侍　應
- 千　秋 飾 舞女甲
- 劉鳳娟 飾 舞女乙
- 江慧賢 飾 歌　女
- 亦　羚 飾 賣花女
- 周天得 飾 接待員
- 鄒　靜 飾 豹女友
- 陳梅馨 飾 天　妻
- 何禮男 飾 亞　凡
- 李衛民 飾 司　儀
- 駿　雄 飾 阿　牛
- 黃思恩 飾 醫　生
- 黃建峰 飾 傑手下
- 張百賢 飾 傑手下
- 招偉華 飾 傑手下
- 黃天鐸 飾 商　人
- 馬健聰 飾 警　察
- 許實賢 飾 警　察
- 余慕蓮 飾 張家工人
- 王偉樑 飾 海手下
- 張　標 飾 攝影者
- 鄭　莊 飾 假張明
- 梁英偉 飾 荷　官
- 吳華山 飾 陳律師
- 郭智坤 飾 探　員
- 溫德強 飾 探　員
- 黃家駒 飾 法　官
- 陳家樂 飾 主控官
- 黃　新 飾 卓一財
- 黃志祥 飾 亞　堂
- 曹德星 飾 騙子甲
- 陳劍輝 飾 騙子乙
- 焦　雄 飾 仇　坤
- 鄧汝超 飾 黃會計
- 羅慶全 飾 賭　客
- 羅樹淇 飾 賭　客
- 梁英偉 飾 荷　官
- 王華盛 飾 賭　客
- 何　添 飾 賭　客
- 鄭　雷 飾 倪半山
- 侯振宇 飾 倪俊傑(童年)
- 江　寧 飾 鄭經理
- 何昭傑 飾 職　員
- 陳子豪 飾 少年甲
- 何健威 飾 少年乙
- 馬兆猛 飾 山手下
- 范秋生 飾 天手下
- 譚俊雄 飾 天手下
- 劉樑發 飾 執達吏
- 周寧欣 飾 張明(童年)
- 李連壽 飾 理髮師
- 李桂英 飾 阿　玲
- 計祥龍 飾 雨褸客
- 潘樹基 飾 報　販
- 陳中堅 飾 陸醫生
- 林道權 飾 程小虎
- 祝文君 飾 侍　應
- 虞天偉 飾 阿　忠
- 戴少民 飾 張手下
- 梁建平 飾 何　忠
- 姜為南 飾 拍賣官